# كريستوف زيمنوتش
كريستوف زيمنوتش (بالبولندية: Krzysztof Zimnoch) مواليد 6 سبتمبر 1983 في بياويستوك، هو ملاكم محترف بولندي يصنف ضمن فئة الوزن الثقيل.

## المسيرة الاحترافية
من نزالاته:
- انتصر على كونستانتين أيريتش بالضربة الفنية القاضية (2016).
- خسر أمام مايك مولو بالضربة القاضية (2016).

## إحصائيات
خاض خلال مسيرته 22 نزالا، فاز في 20 وتعادل في 1 وخسر في 1. فاز بالضربة القاضية في 13 نزالا.

## روابط خارجية
- كريستوف زيمنوتش على موقع بوكس ريك (الإنجليزية) (registration required)
- كريستوف زيمنوتش على موقع Tapology.com (الإنجليزية)